# Onthophagus pugnax
Onthophagus pugnax là một loài bọ cánh cứng trong họ Bọ hung (Scarabaeidae).